# Бая-де-Арьеш
Бая-де-Арьеш (рум. Baia de Arieș) — город в румынском жудеце Алба.

## Исторические названия
По-немецки город назывался Offenburg, Umberg, Onimberg, Schwendburg, Schwend, Schlossburg. Венгерские названия: Aranyosbánya, Offenbánya, Kupecbánya.

## История
Переселенцами из Саксонии в этих местах было обнаружено золото, и здесь появился населённый пункт как центр золотодобычи. В 1325 году венгерский король Карл Роберт издал документ, устанавливающий привилегии для желающих поселиться здесь золотодобытчиков; в этом документе населённый пункт был назван по-латыни — Civitas Ovounberg.
В 1437 году жители города Offenbanya  подали петицию в Сибиу, требуя финансовой помощи в связи с тем, что местные жилы истощились и золотодобыча перестала приносить доход. Впоследствии населённый пункт утратил статус города.
После Первой мировой войны эта территория по Трианонскому договору вошла в состав Румынии. До Второй мировой войны Бая-де-Арьеш был административным центром жудеца Турда.

## Административный состав
Помимо собственно города, муниципалитету Бая-де-Арьеш подчиняется ещё 5 деревень.